# Inga Lindström: Rasmus und Johanna
Rasmus und Johanna ist ein deutscher Fernsehfilm von Gunter Krää aus dem Jahr 2008. Er ist Bestandteil des ZDF-Herzkino-Sonntagsfilms und der 24. Film der Inga-Lindström-Reihe nach der gleichnamigen Erzählung von Christiane Sadlo. Die Hauptrollen sind mit Julie Engelbrecht, Jochen Schropp, Sabine Postel und Jürgen Heinrich besetzt.

## Handlung
Rasmus Johannsen ist Designer und arbeitet zusammen mit Pelle Martin in Stockholm in ihrer Firma. Als er am Hafen ihren Kunden abholen will, prallt er mit Johanna Palmquist zusammen, die aus Rom kommt und auf dem Weg zu ihrer Mutter nach Lindesberg ist. Sie braucht nämlich ihre Unterstützung, da sie zur Bürgermeisterin gewählt wurde und nun keine Zeit mehr hat, das kleine Hotel alleine zu führen. Ellen Palmquist hat bei der Wahl Per Johannsen ausgestochen, der das Amt 15 Jahre lang innehatte. Die Familien Johannsen und Palmquist sind seit langer Zeit verfeindet und reden eigentlich nicht miteinander. Die Johannsen besitzen ebenfalls ein Hotel und Per hat gerade Ellen den Koch Linus abgeworben, was zu weiteren Missstimmungen führt.
Rasmus ist mit Linda, der Schwester von Pelle, ebenfalls nach Lindesberg gereist, um ein paar Tage auszuspannen. Er war vor einiger Zeit mit Linda zusammen, es hat aber nicht geklappt. Als Johanna am Morgen eine Runde joggen geht, trifft sie wieder auf Rasmus, der mit dem Fahrrad unterwegs ist. Er merkt, dass sie sich ja schon lange kennen, denn sie sind zusammen zur Schule gegangen, haben sich da aber immer gestritten. Per schlägt seinem Sohn vor, dass er noch ein paar Tage länger bleiben soll, er könnte ja im Bootshaus auch arbeiten. Linda, die im Moment keine Arbeit hat, kann als Pianistin im Hotel arbeiten und versucht krampfhaft, ihre Beziehung zu Rasmus wieder aufleben zu lassen. Er hat aber ein Auge auf Johanna geworfen. Als Johanna am Abend nach der Arbeit noch im Bootshaus vorbeikommt, verbringen die beiden die Nacht miteinander. Ellen sieht die beiden Verliebten am nächsten Morgen vor dem Hotel und findet das Ganze gar nicht gut.
Als Rasmus zurück im Hotel seines Vaters ist, der gerade mit Linus das Menu bespricht, mischt er sich ein und macht den beiden Vorwürfe, dass es Ellen und Johanna gegenüber nicht fair war, was sie getan haben. Linus hat ein schlechtes Gewissen und ruft seine Schwester Edda an, ob sie nicht als Köchin bei Johanna anfangen möchte. Als Johanna bei Rasmus im Bootshaus vorbeigeht, sieht sie ihn zusammen mit Linda und beginnt zu zweifeln. Rasmus klärt sie aber darüber auf, dass da nichts mehr ist. Ellens erste Amtshandlung als neue Bürgermeisterin wird die Neueröffnung des Theaters sein. Bei einer Besichtigung mit dem Direktor Ole Olsen wundert sie sich darüber, woher er das Geld für die neue Beleuchtung hat. Sie vermutet, dass er mit Per ein undurchsichtiges Geschäft gemacht hat.
Rasmus bekommt einen Anruf von Pelle, der ihm mitteilt, dass ihr Kunde aus Italien auf einem Treffen besteht und er sofort nach Stockholm kommen muss. Nach dem Anruf lässt er sein Handy liegen und sein Vater findet es. Da Per in der Zwischenzeit auch von der Beziehung zwischen seinem Sohn und Johanna erfahren hat, versucht er ebenfalls alles, um dies zu verhindern. Als Johanna versucht Rasmus telefonisch zu erreichen, nimmt Per ab und behauptet, Rasmus sei verhindert und zudem mit der Organisation der Party am Wochenende beschäftigt, bei der gleichzeitig die Verlobung zwischen Rasmus und Linda bekanntgegeben werden soll. Rasmus selbst sucht Johanna in ihrem Hotel um ihr zu sagen, dass er dringend nach Stockholm muss. Ellen lügt ihn auch an, um die Beziehung zu verhindern. Johanna heult sich danach bei ihrer Mutter aus, die das falsche Spiel aber weiter spielt und ihr Rasmus ausreden will. Später am Abend findet Johanna zufällig ein Foto, das ihre Mutter mit Per in jungen Jahren zeigt. Sie konfrontiert Ellen damit, die aber nicht darüber sprechen will. Rasmus merkt erst in Stockholm, dass er sein Handy irgendwo verloren hat.
Bei der Eröffnung des Theaters passiert fast ein Unglück, denn als Ellen auf der Bühne ihre Ansprache hält, fällt die Beleuchtung hinunter. Per, der die Szene beobachtet hat, kann Ellen im letzten Moment retten. Er findet heraus, dass Ole Olsen dafür verantwortlich ist, der die alte kaputte Beleuchtung montiert hat um das Theater früher zu öffnen. Rasmus kann endlich Kontakt zu Johanna aufnehmen, die ihm aber die kalte Schulter zeigt, nachdem was alles vorgefallen ist. Pelle redet ihm ins Gewissen, dass er alles unternehmen muss, wenn sie schon die Frau fürs Leben sein soll. Ellen gesteht Johanna, dass sie früher in Per verliebt war, er aber einfach eine andere Frau geheiratet hat. Johanna merkt nun, dass schon die Eltern von Per und Ellen das gleiche Spiel wie sie selbst gespielt haben und sie auseinanderbringen wollten. Sie macht sich auf die Suche nach Rasmus und fährt nach Stockholm. Rasmus ist aber in der Zwischenzeit nach Lindesberg zurückgekehrt und sucht Johanna dort. Er findet sein Handy wieder und darauf die Nachricht, die sein Vater an Johanna geschickt hat. Er erfährt auch, dass Johanna ihn in Stockholm sucht. Per und Ellen merken langsam, dass vor langer Zeit mit ihnen das Gleiche passiert ist, was sie nun mit Rasmus und Johanna machen. Rasmus findet Johanna bei Pelle, sie macht ihm Vorwürfe wegen allen Sachen, die passiert sind. Er kann ihr versichern, dass dies alles von seinem Vater gekommen ist. Sie kehren gemeinsam zurück und wollen Ellen und Per sagen, dass ihre Intrige keinen Erfolg hatte. Als sie sie zusammen finden, sind sie erstaunt darüber, als sie ihnen eröffnen, dass sie sich nach so langer Zeit doch noch gefunden haben.

## Hintergrund
Rasmus und Johanna wurde vom 19. Mai bis zum 13. Juni 2008 an Schauplätzen in Schweden gedreht. Produziert wurde der Film von der Bavaria Fiction GmbH.

## Rezeption

### Einschaltquote
Die Erstausstrahlung am 19. Oktober 2008 im ZDF wurde von 5,75 Millionen Zuschauern gesehen, was einem Marktanteil von 16,5 % entspricht.

### Kritiken
Die Kritiker der Fernsehzeitschrift TV Spielfilm zeigten mit dem Daumen nach unten und fassten den Film mit den Worten „Immerhin überleben die Liebenden hier…“ kurz zusammen.